# Zefania XML
Zefania XML Bible Markup Language ist eine auf XML basierende Sprache zur Beschreibung von Bibeltexten. Damit können Anwendungen, die XML verstehen, Bibeltexte lesen und verarbeiten. Zefania XML ist unter GNU General Public License verfügbar.

## Herkunft
Damit die Entwicklung kostenloser Bibel-Software gefördert wird, besonders auch im deutschsprachige Bereich, wurde Zefania XML entwickelt. Für den englischsprachigen Raum gab es seit einiger Zeit sehr gute und kostenlose Software, aber auf dem deutschen Sektor herrschte in diesem Bereich nach wie vor eine gewisse Leere.
Vor einigen Jahren war daher von einer Gruppe aus Freiburg beabsichtigt, ein eigenes deutschsprachiges Bibelprogramm zu etablieren, doch man entschied sich zur Förderung fremder Programme und gab das eigene Bibelprogramm auf. Ein erster Schritt der Gruppe war es, das Zefania-XML-Bibelformat zu entwickeln, das später die Grundlage für die Funktionsweise von MyBible werden sollte. Ebenfalls wurde damit begonnen, das Internet nach frei verfügbaren Bibeltexten zu durchsuchen und in das Zefania-Format umzuwandeln und die sogenannten Bibelmodule zu erstellen.

## Bedeutung
Es gibt heute eine Vielzahl von Bibelmodulen im Zefania-Format. Die bekannteste Anwendung, die Zefania XML nutzt, ist MyBible.
Im Gegensatz zu anderen Formaten, die ebenfalls zur Codierung von Bibeltexten entwickelt wurden, hat Zefania XML inzwischen durch seine Einfachheit dazu beigetragen, eine wesentliche Rolle in der digitalen Verbreitung der Bibel zu spielen. Es wurden bis 2021 mehr als 1,9 Millionen Bibeltexte auf der Hauptseite dieser Gruppe verteilt. Auch in der theologischen Ausbildung wird immer mehr der Vorteil dieses Formates erkannt und seine Verwendung empfohlen.

## Abbildung der Textstruktur einer Bibel
Die Zefania-XML-Sprache verwendet die üblichen Strukturen der Bibel mit Buch, Kapitel und Vers und hat dafür spezifische Elemente.
<XMLBIBLE> markiert den Bibeltext als Ganzes.</XMLBIBLE>
<BIBLEBOOK> markiert die Grenzen eines Bibelbuches.</BIBLEBOOK>
<CHAPTER> markiert die Kapitelgrenzen </CHAPTER>
<VERS> markiert einen Bibelvers </VERS>
Der Aufbau eines Bibeltextes lässt sich als Verschachtelung dieser Elemente beschreiben. Der gesamte Bibeltext enthält die Bibelbücher, diese enthalten die Bibelkapitel, die wiederum Bibelverse enthalten:
```
<XMLBIBLE>

  
<BIBLEBOOK>

    
<CHAPTER>

      
<VERS>
Im
 
Anfang
 
war
 
das
 
Wort,[…].
</VERS>

      
<VERS>
Dasselbe
 
war
 
im
 
Anfang
 
bei
 
Gott.
</VERS>

    
</CHAPTER>

  
</BIBLEBOOK>

</XMLBIBLE>

```

## XML Attribute
Wie alle XML-Elemente, können auch Zefania-Elemente neben dem Inhalt noch Attribute haben, mit denen man einem Zefania-Bibelmodul charakteristische Eigenschaften zuweisen kann. Beispielsweise kann das Element <XMLBIBLE> das Attribut biblename mit dem Wert Luther 1984 haben. Attribute können required (obligatorisch) oder optional (wahlweise) sein.
Wichtige Attribute sind biblename (Bezeichnung der Bibel), bnumber (Bibelbuch entsprechend einer nummerierten Tabelle der Bibelbücher), cnumber (Kapitelnummer), und vnumber (Versnummer). Mit diesen Attributen sieht der obige Text folgendermaßen aus:
```
<XMLBIBLE
 
biblename=
"Luther 1984"
>

  
<BIBLEBOOK
 
bnumber=
"1"
>

    
<CHAPTER
 
cnumber=
"1"
>

      
<VERS
 
vnumber=
"1"
>
Im
 
Anfang
 
war
 
das
 
Wort,[…].
</VERS>

      
<VERS
 
vnumber=
"2"
>
Dasselbe
 
war
 
im
 
Anfang
 
bei
 
Gott.
</VERS>

    
</CHAPTER>

  
</BIBLEBOOK>

</XMLBIBLE>

```

Die Attribute können z. B. auch Formatierungen, Verweise auf andere Bibelstellen, Übersetzungs- oder Grammatikhinweise beinhalten.

## XML-Deklaration
Damit ein Zefania-XML-Modul komplett ist, muss es wie alle XML-Dokumente mit der XML-Deklaration und dem Verweis auf den Namensraum ergänzt werden.
Zusätzlich kommt noch ein Zefania-spezifisches INFORMATION-Element dazu, in dem nach dem Dublin-Core-Standard bibliografische Daten zum kodierten Bibeltext aufgeführt werden:
```
<?xml version="1.0"?>

<XMLBIBLE
 
biblename=
"Luther 1984"
>

  
<INFORMATION>

    
<format>
Zefania
 
XML
 
Bible
 
Markup
 
Language
</format>

    
<date>
2005-12-03
</date>

    
<creator>
Jens
 
Grabner
</creator>

    
<language>
DE
</language>

    
<rights>
This
 
Text
 
is
 
in
 
the
 
Public
 
Domain
</rights>

  
</INFORMATION>

  
<BIBLEBOOK
 
bnumber=
"1"
>

    
<CHAPTER
 
cnumber=
"1"
>

      
<VERS
 
vnumber=
"1"
>
Im
 
Anfang
 
war
 
das
 
Wort,[…].
</VERS>

      
<VERS
 
vnumber=
"2"
>
Dasselbe
 
war
 
im
 
Anfang
 
bei
 
Gott.
</VERS>

    
</CHAPTER>

  
</BIBLEBOOK>

</XMLBIBLE>

```